# Puchar Świata w Zapasach 2016 – styl wolny mężczyzn
Zawody Pucharu Świata w 2016 roku w stylu wolnym rozegrano w dniach 11–12 czerwca w Los Angeles w USA w hali sportowej Kia Forum.

## Styl wolny

### Ostateczna kolejność drużynowa
| Poz. | Państwo           |
| ---- | ----------------- |
|      | Iran              |
|      | Rosja             |
|      | Gruzja            |
| 4.   | Stany Zjednoczone |
| 5.   | Azerbejdżan       |
| 6.   | Mongolia          |
| 7.   | Indie             |
| 8.   | Turcja            |

### Grupa A
| Grupa A              |
| -------------------- |
| 1. Iran              |
| 2. Stany Zjednoczone |
| 3. Azerbejdżan       |
| 4. Indie             |

Wyniki:
- Iran –  Azerbejdżan 5–3
- Iran –  Stany Zjednoczone 4–4
- Iran –  Indie 8–0
- Stany Zjednoczone –  Azerbejdżan 7–1
- Rosja –  Indie 8–0
- Azerbejdżan –  Indie 7–1

### Grupa B
| Grupa B     |
| ----------- |
| 1. Rosja    |
| 2. Gruzja   |
| 3. Mongolia |
| 4. Turcja   |

Wyniki:
- Rosja –  Gruzja 4–4
- Rosja –  Mongolia 6–2
- Rosja –  Turcja 6–2
- Gruzja –  Mongolia 4–4
- Gruzja –  Turcja 7–1
- Mongolia –  Turcja 6–2

### Finały
- 7–8  Indie –  Turcja 4–3
- 5–6  Mongolia –  Azerbejdżan 3–5
- 3–4  Gruzja –  Stany Zjednoczone 4–4
- 1–2  Iran –  Rosja 5–3

## Zawodnicy w poszczególnych kategoriach
| Waga   |                                  |                                             |                                        | 4                       | 5                                         | 6                                               | 7                      | 8                         |
| ------ | -------------------------------- | ------------------------------------------- | -------------------------------------- | ----------------------- | ----------------------------------------- | ----------------------------------------------- | ---------------------- | ------------------------- |
| 57 kg  | Reza Atri Hasan Rahimi           | Azamat Tuskajew Gadżymurad Raszydow         | Wladimer Chinczegaszwili               | Daniel Dennis           | Machmud Magomiedow                        | Erdenbatyn Bechbajar Sodnomdaszijn Batbold      | Amit Kumar             | Süleyman Atlı             |
| 61 kg  | Behnam Ehsanpur Masud Esma’ilpur | Imam Adżyjew Wiktor Rassadin                | Beka Lomtadze                          | Tony Ramos              | Achmiednabi Gwarzatiłow Cahid Həsənzadə   | Tümenbilegijn Tüwszintulag                      | Bajrang Kumar          | Mehmet Söyler             |
| 65 kg  | Mejsam Nasiri Morad Mohammadi    | Magomied Kurbanalijew Iljas Biekbułatow     | Zurabi Iakobiszwili                    | Frank Molinaro          | Məhəmməd Müslümov                         | Gandzorigijn Mandachnaran                       | Rajneesh               | Servet Coşkun Burak Doğan |
| 70 kg  | Mostafa Hosejnchani              | Radik Walijew Chalił Aminow                 | Dawit Tlaszadze                        | James Green             | Gadżymurad Omarow                         | Batczuluuny Batmagnaj Dordżcegmedijn Altangerel | Om Prakash Vinod Kumar | Selahattin Kılıçsallayan  |
| 74 kg  | Hasan Jazdani                    | Chietag Cabołow Acamaz Sanakojew            | Dżumber Kwelaszwili Iakob Makaraszwili | Alex Dieringer          | Əşrəf Əliyev                              | Pürewdżawyn Önörbat                             | Parveen Rana           | Soner Demirtaş            |
| 86 kg  | Alireza Karimi                   | Szamil Kudijamagomiedow Aleksandr Zielenkow | Dawit Marsagiszwili Sandro Aminaszwili | J’den Cox               | Aleksandr Gostijew Magomiedgadży Chatijew | Orgodolyn Üjtümen                               | Pawan Kumar            | Selim Yaşar               |
| 97 kg  | Amir Mohammadi Abbas Tahan       | Abdusałam Gadisow Adłan Ibragimow           | Elizbar Odikadze                       | Kyle Snyder             | Asłanbiek Ałborow                         | Dordżchandyn Chüderbulag                        | Satyawart Kadian       | Müren Mutlu               |
| 125 kg | Parwiz Hadi Komejl Ghasemi       | Pawieł Kriwcow Muradin Kuszchow             | Geno Petriaszwili                      | Jake Varner Zachery Rey | Said Gamidow                              | Dżargalsajchany Czuluunbat                      | Hitender Beniwal       | Taha Akgül                |